# Epiphile chrysites
Epiphile chrysites är en fjärilsart som beskrevs av Pierre André Latreille 1823. Epiphile chrysites ingår i släktet Epiphile och familjen praktfjärilar. Inga underarter finns listade i Catalogue of Life.